# Lupus I
Lupus I (również Lupo, Loup, Lobo, Otsoa, Otxoa) – książę Gaskonii i Akwitanii, księciem Gaskonii był od ok. 670 z nominacji księcia Akwitanii Feliksa, którego ok. 676 zastąpił w księstwie Akwitanii, aczkolwiek niektóre źródła twierdzą, że i ten tytuł otrzymał w 670. Oba te tytuły posiadał aż do swojej śmierci, która nastąpiła ok. 676 (ostatnia wzmianka w źródłach) lub ok. 700–710 (rządził wtedy kolejny znany książę Akwitanii).
Wiadomo, że w 673 posiadał terytoria w okolicach Tuluzy i Bordeaux. W tym czasie sprzymierzył się z Flaviusem Paulusem, który walczył z królem Wizygotów Wambą. Lupus zaatakował wówczas Béziers. Między 673 a 675 zwołał i przewodził synodowi w Bordeaux. Ok. 675–676 próbował zająć Limoges. Według niektórych źródeł został wówczas zamordowany.